# Hangrapura, Malavalli
Hangrapura là một làng thuộc tehsil Malavalli, huyện Mandya, bang Karnataka, Ấn Độ.